# Árpád Orbán
Árpád Orbán (Győr, 14 de março de 1938 - 26 de abril de 2008) é um ex-futebolista húngaro, campeão olímpico. 

## Carreira
Árpád Orbán fez parte do elenco medalha de ouro, nos Jogos Olímpicos de 1964.